# 朗伯余弦定律
余弦辐射体，也称为朗伯辐射体（Lambert radiator），指的是發光強度的空間分佈符合餘弦定律的發光體（不論是自發光或是反射光），其在不同角度的輻射強度會依餘弦公式變化，角度越大強度越弱。
{\displaystyle L_{\theta }={\frac {I_{\theta }}{\mathrm {d} A\cos {\theta }}}={\frac {I_{N}\cos {\theta }}{\mathrm {d} A\cos {\theta }}}}
该规律以約翰·海因里希·朗伯的名字命名，因首次提出自他1760年出版的《光度学（Photometria）》。遵循朗伯定律的表面被称为兰伯特表面，并表现出朗伯反射率。这样的表面从任何角度看都具有相同的辐射度。这意味着，例如，对人眼而言，它具有相同的视亮度（或亮度）。因为功率和实心角之间的比例是恒定的，所以辐射度（单位实心角单位投射源面积的功率）保持不变。

## 朗伯散射/辐射体
当一个区域元素因被外部光源照射而产生辐射时，落在该区域元素上的辐照度（能量或光子数/时间/面积）将与照明源和法线之间的角度的余弦成正比。朗伯散射将根据与朗伯发射相同的余弦定律来散射这些光。这意味着，虽然表面的辐射度取决于从法线到照明源的角度，但它不会取决于从法线到观察者的角度。例如，如果月球是一个朗伯散射体，隨著太阳光照射到月球表面的角度增大，人们应当看到月球的散射亮度在接近晨昏線時明显减弱。但事实上，它并没有减弱，说明月球并不是朗伯散射体。事实上，它比朗伯散射体而言向斜角散射的光更多。
朗伯散射体的发射并不取决于入射辐射量，而是来源于发射体本身的辐射。例如，如果太阳是一个朗伯散射体，人们就会期望在整个太阳盘上看到一个恒定的亮度。但事实上，太阳在可见光区域表现出周邊昏暗的现象，说明它不是朗伯辐射体。黑体就是一个朗伯辐射体的例子。

## 等亮效果的说明
|  |
|  |

1. ↑  Pedrotti & Pedrotti. . Prentice Hall. 1993. ISBN 0135015456.
2. ↑  Lambert, Johann Heinrich. . Eberhard Klett. 1760  [2021-03-16]. （原始内容存档于2021-04-24）.